# Miami Design District
El Miami Design District o Distrito de Diseño de Miami es un barrio de Miami (Florida, Estados Unidos). Constituye un destino cultural, de compras y restaurantes, que contiene más de ciento treinta galerías de arte, showrooms, estudios de arquitectura y servicios creativos, tiendas de moda de lujo, anticuarios, restaurantes y bares.
Delimitado aproximadamente por la calle 36 Norte (US 27) al sur, la calle 43 Norte al norte, la Primera Avenida Oeste al oeste y el Biscayne Boulevard (US 1) al este, el Miami Design District está rodeado por varios barrios importantes de la ciudad: el barrio artístico de Wynwood al sur; la Pequeña Haití (Lemon City) y el histórico barrio de Buena Vista, de la década de 1920, al norte; y los acomodados barrios del Upper East Side al este.
Tras décadas de decadencia, el Design District fue remodelado a principios de la década de 2000 bajo la dirección del promotor Craig Robins, presidente y director ejecutivo de Dacra, y L Real Estate, con inversiones de General Growth Properties. En el barrio se encuentran tiendas de marcas de alta gama como Louis Vuitton, Dior, Prada, Yves Saint Laurent y Hermès; dos restaurantes de Joël Robuchon, incluidos en la Guía Michelin; otros restaurantes de chefs galardonados como Michael Schwartz o de celebridades como Gloria y Emilio Estefan; una colección de arte público con obras de Buckminster Fuller, Marc Newsom y Urs Fischer, entre otros; y museos y galerías de arte como el Instituto de Arte Contemporáneo de Miami, la Colección de la Cruz de Arte Contemporáneo y Locust Projects.

## Historia

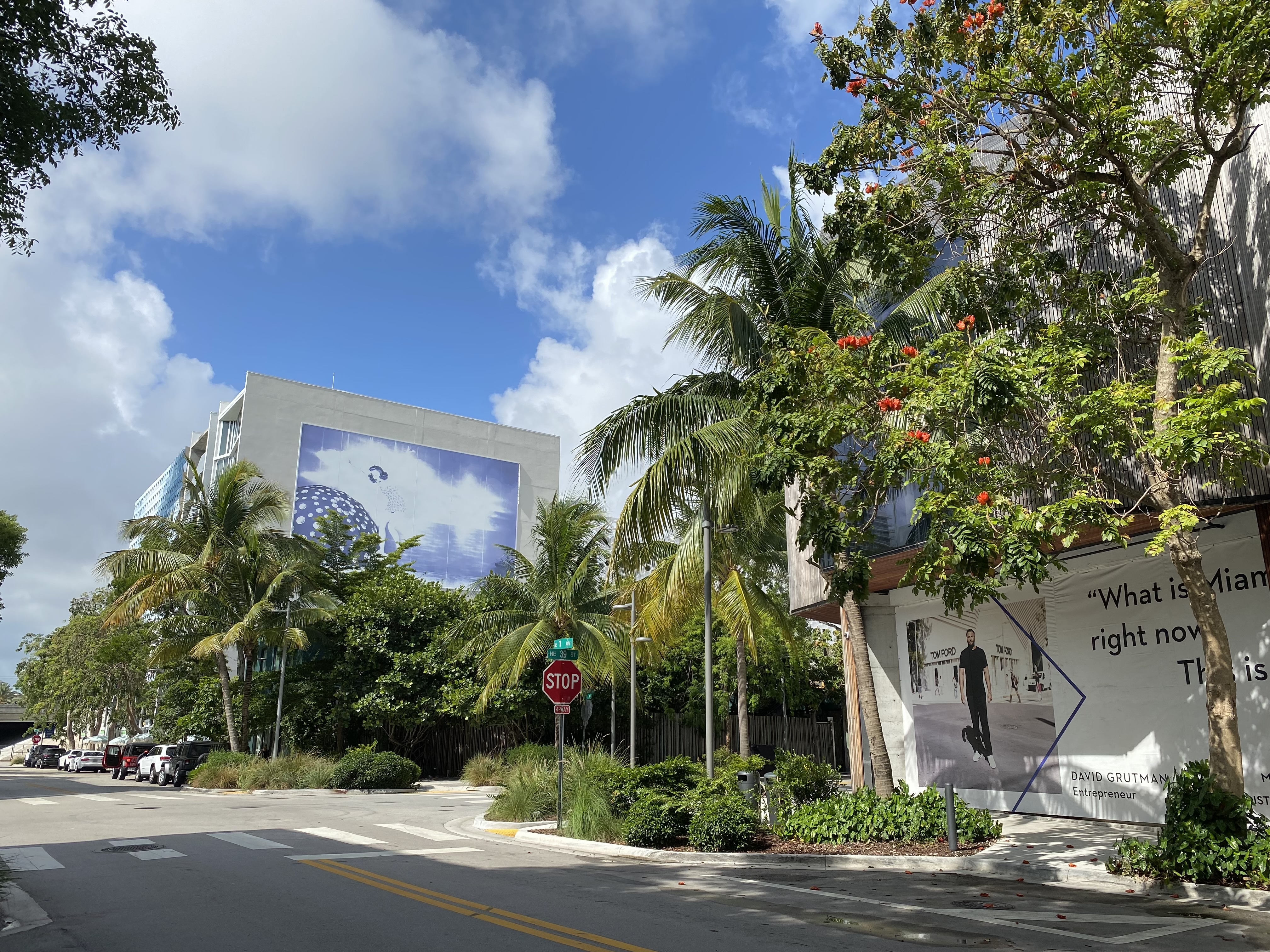
Una calle típica del Miami Design District.

Los terrenos que ocupa actualmente el Design District eran antiguamente una plantación de piñas situada en un barrio conocido como Buena Vista. El propietario de la plantación, T. V. Moore, construyó en la década de 1920 el histórico Moore Building para el negocio de muebles de su familia. Este edificio fue una de las primeras tiendas de los Estados Unidos dedicadas exclusivamente a la venta de muebles.
En la década de 1980 y principios de la década de 1990, el barrio se encontraba en mal estado, y no fue hasta finales de la década de 1990 y principios de la década de 2000 cuando empezaron a abrir en él tiendas de arte y diseño. La creación del Design District se atribuye a Craig Robins, quien adquirió muchos edificios deteriorados en la zona y convenció para que abrieran estudios y showrooms en ella a muchos diseñadores de primer nivel, como Alison Spear, Peter Page, Kartell y Luminaire, así como al diseñador de muebles y textiles Holly Hunt.
Durante toda la década de 2000, el Design District siguió creciendo en popularidad y, gracias a la importante inversión pública y privada en el barrio, sus calles y aceras fueron renovadas y se plantaron nuevos árboles. En 2010, Dacra, cuyo fundador y director ejecutivo es Craig Robins, y L Real Estate (actualmente L Catterton) formaron una asociación para convertir el Design District en un lujoso destino de compras y ocio con arquitectos célebres de todo el mundo y tiendas insignia de marcas como Dior, Hermès y Louis Vuitton. En la actualidad, todavía se pueden ver por la zona letreros y edificios con el nombre Buena Vista, como la Buena Vista Post Office y la Buena Vista School.
El 1 de agosto de 2016, los Centros para el Control y Prevención de Enfermedades emitieron una advertencia de viaje recomendando a las mujeres embarazadas que no visitaran las zonas del Design District, Wynwood y Midtown Miami para evitar contagiarse del virus del Zika. El gobernador Rick Scott retiró la designación del barrio como «zona Zika» el 19 de septiembre de 2016.

## Compras

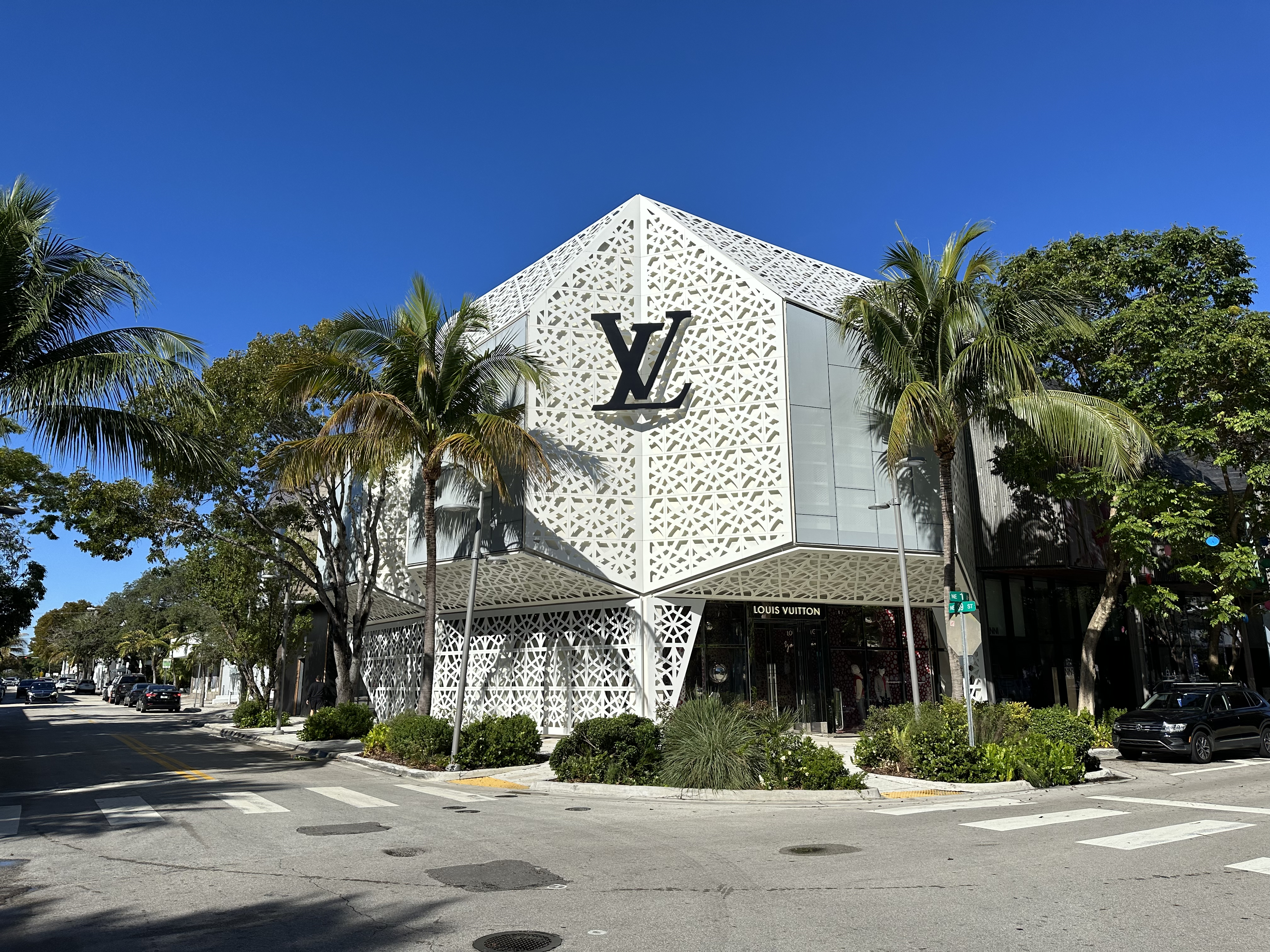
Tienda de Louis Vuitton en el Miami Design District.

Actualmente, en el Design District hay más de ochenta tiendas y setenta showrooms de interiorismo. El barrio contiene muchas tiendas insignia de marcas de lujo como Balenciaga, Celine, Christian Louboutin, Dior, Dolce & Gabbana, Fendi, Armani, Givenchy, Gucci, Louis Vuitton, Miu Miu, Prada, Yves Saint Laurent y Tom Ford. El Design District también alberga una de las mayores concentraciones de joyerías del mundo, con los establecimientos de joyeros y relojeros como Bulgari, Cartier, Harry Winston, IWC Schaffhausen, Jaeger-LeCoultre, Tiffany & Co., Van Cleef & Arpels y Vacheron Constantin. Asimismo, en el barrio se encuentran otras tiendas de moda, belleza y multimarca, como las marcas de belleza y bienestar Aesop y Creed, además de marcas contemporáneas como las francesas Isabel Marant y BA&SH, la marca escandinava COS, así como Rag and Bone, Theory y Alice + Olivia. Entre los showrooms y tiendas de diseño del Miami Design District se encuentran Eichholtz, Citco, Holly Hunt, Jonathan Adler, Luminaire, Minotti, Mitchell Gold + Bob Williams, Omare, Poltrona Frau y The Rug Company, entre otras.
En 2009, Christian Louboutin fue la primera tienda de lujo que abrió en el Design District, marcando una nueva etapa para el barrio. Posteriormente, en ese mismo año, Yohji Yamamoto abrió un establecimiento en el Design District. En 2011, Louis Vuitton anunció su proyecto para abrir una nueva tienda en el barrio en 2014, junto con escaparates para otras marcas de la empresa LVMH como Sephora, Marc Jacobs, Givenchy y Fendi.
En octubre de 2011, Hermès, Cartier y Dior anunciaron su intención de trasladar sus tiendas del centro comercial Bal Harbour Shops al Design District a finales de 2011 y 2012. Design Within Reach inauguró una tienda de diseño de 1000 m² en la zona el 1 de febrero de 2013. La tienda de Hermès, que tiene tres plantas y 1200 m², abrió en noviembre de 2015 y es la tercera tienda insignia de la marca en Estados Unidos después de las situadas en la Madison Avenue (Nueva York) y en Rodeo Drive (Beverly Hills).

## Restaurantes

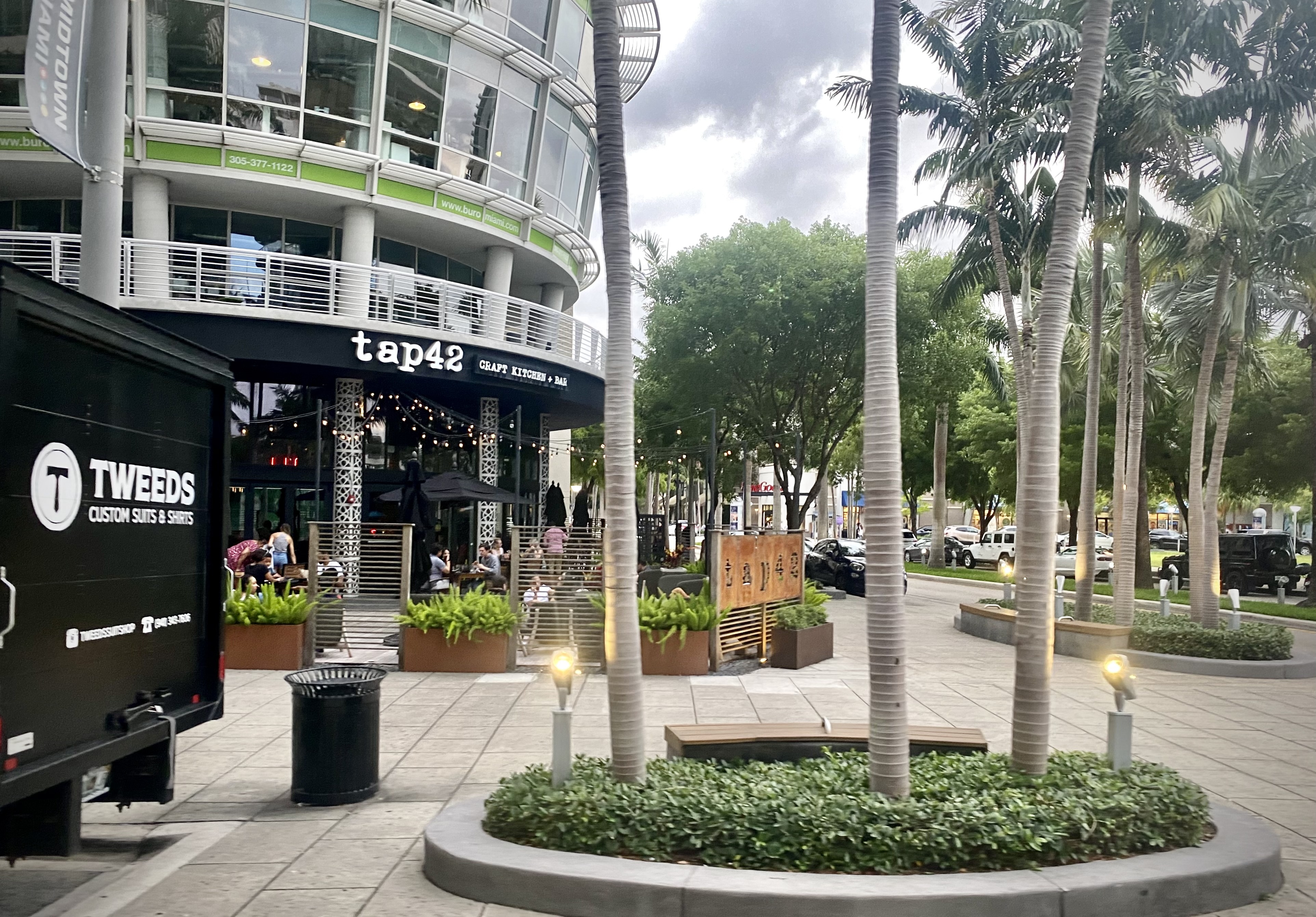
Espacios del barrio.

El Miami Design District ofrece una gran variedad de opciones para comer, incluido L'Atelier de Joël Robuchon, el único restaurante con dos estrellas Michelin en la Guía Michelin de 2022 de la Florida, y Le Jardinier, al que se le otorgó una estrella Michelin. Otros restaurantes del barrio son Michael's Genuine, propiedad del chef Michael Schwartz, ganador del Premio James Beard; Estefan Kitchen, de Gloria y Emilio Estefan; y los populares Mandolin Aegean Bistro y Ghee Indian Kitchen. Entre las opciones informales está OTL, una cafetería de David Grutman, Craig Robins y el equipo detrás de The Smile de Nueva York. El espacio gastronómico St. Roch Market contiene doce opciones para comer y beber, como el concepto italiano Dal Plin, la cafetería vegana Chef Chloe y la cocina reconfortante del sur de Coop.
Brad Kilgore, el ganador en 2016 del premio al mejor chef nuevo de la revista Food & Wine, abrió el restaurante neojaponés Kaido en el Design District en diciembre de 2018. En marzo de 2019, Brad Kilgore fue anunciado como finalista del prestigioso Premio James Beard en la categoría de mejor chef del sur. Fue el único chef de la Florida nombrado finalista del Premio James Beard en ese año. El músico Pharrell Williams, ganador de trece Premios Grammy, colaboró con David Grutman para abrir el restaurante Swan y un bar en el piso de arriba, el Bar Bevy, en diciembre de 2018. Swan tiene capacidad para doscientas cincuenta personas y cuenta con un interior en tonos verde menta y rosa caracola concebido por el diseñador Ken Fulk de San Francisco.

## Galerías de arte

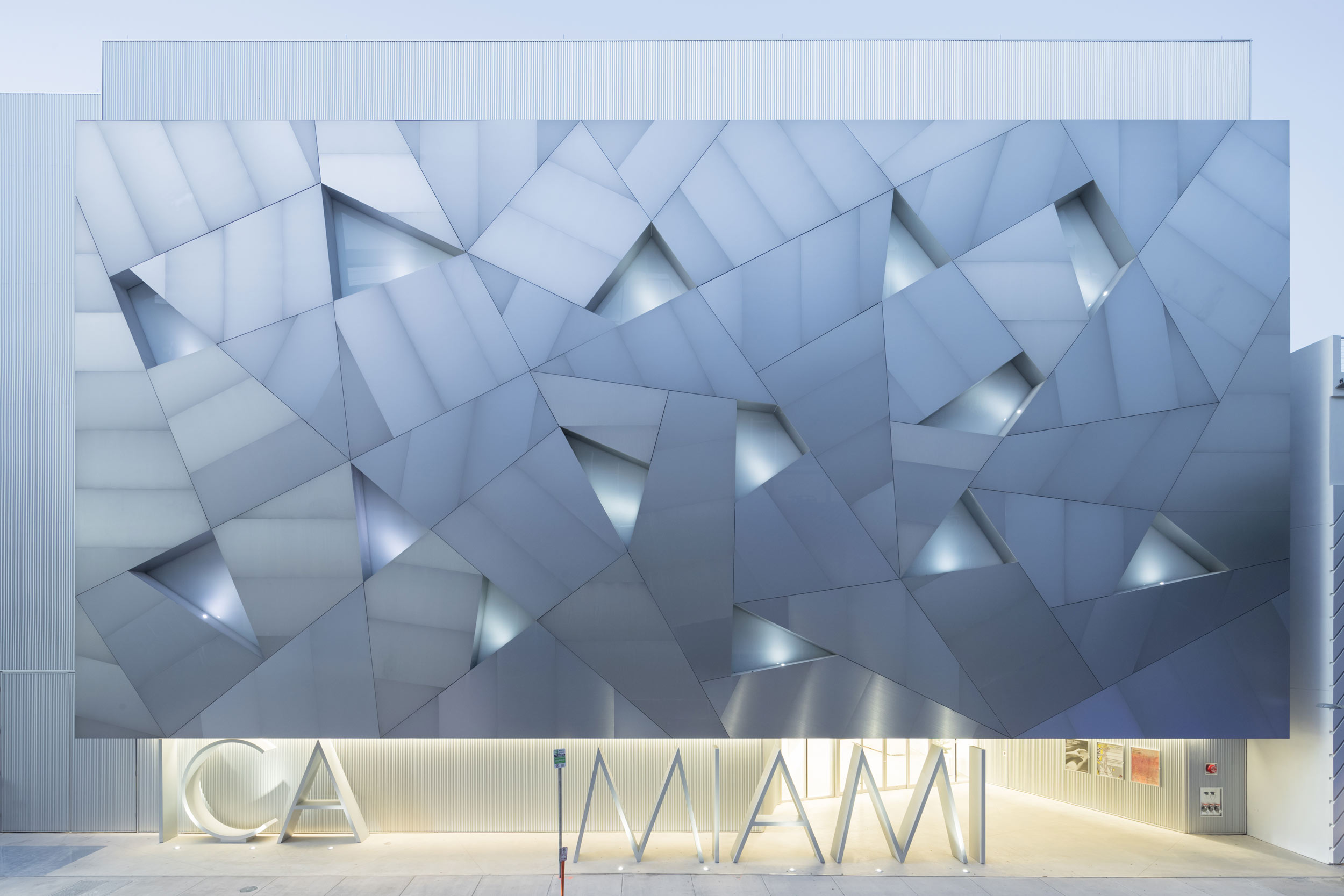
El Instituto de Arte Contemporáneo de Miami está situado en la calle 41 Noreste, en el Design District.

El Instituto de Arte Contemporáneo de Miami abrió su nuevo espacio de 3500 m² en el Design District en diciembre de 2017. El edificio fue diseñado por el estudio español Aranguren + Gallegos Arquitectos. El museo está abierto al público de forma gratuita y también tiene un jardín de esculturas al aire libre. El instituto promueve la obra de artistas contemporáneos y el intercambio de arte e ideas por toda la región de Miami y a nivel internacional. A través de diferentes exposiciones, programas y colecciones, exhibe la obra de artistas consagrados y emergentes, y pretende mejorar la apreciación y comprensión del arte innovador y experimental por parte del público. El Instituto de Arte Contemporáneo tiene una programación durante todo el año con series como ICA Speaks, que presenta a artistas de la colección permanente del museo.
Al lado del Instituto de Arte Contemporáneo de Miami, la Colección de la Cruz de Arte Contemporáneo alberga la colección privada de Rosa y Carlos de la Cruz. Este museo de 3000 m² cuenta con obras que datan desde la década de 1980 hasta la actualidad, y también está abierto al público de forma gratuita. En el Miami Design District también se encuentran otras galerías y organizaciones de arte como Locust Projects, Primary Projects, Swampspace, Maman Fine Arts y Markowicz Fine Art.
Por último, el Design District tiene una colección de arte público con varias obras a la vista por todo el barrio, como la Fly's Eye Dome de Buckminster Fuller en el Palm Court, la Elastika de Zaha Hadid en el Moore Building, la Dash Fence de Marc Newsom, la parada de autobús de Urs Fischer en el Paradise Plaza, y Fun (Part 1) y Fun (Part 2) de John Baldessari, situadas en el City View Garage.

## Cultura

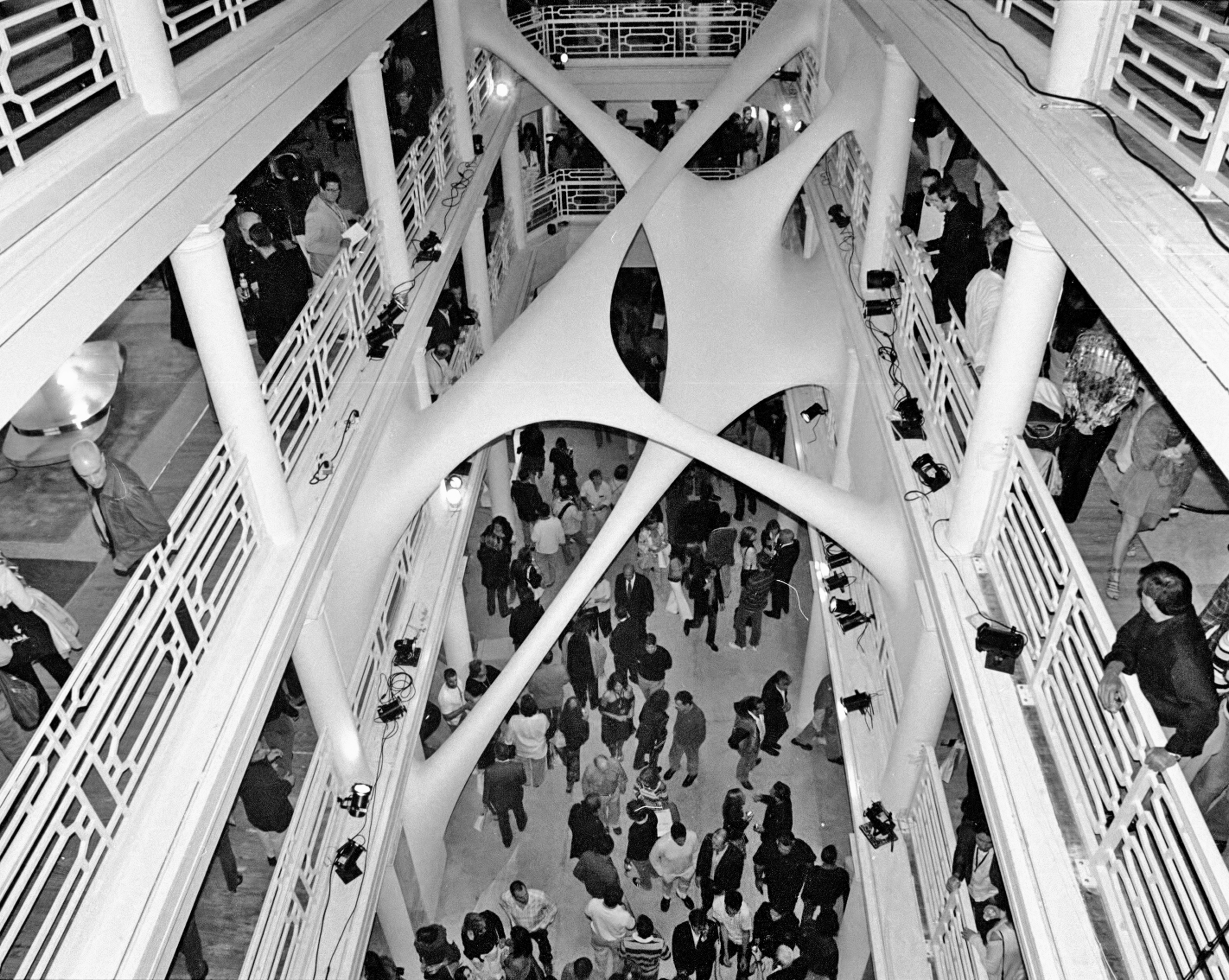
Elastika de Zaha Hadid en el Moore Building durante la primera feria de Design Miami, titulada Design .05.

La programación artística del Miami Design District incluye visitas guiadas de las obras de arte público y una serie de conciertos que en el pasado ha contado con actuaciones de la Orquesta Sinfónica de Miami, Jon Secada, Sheila E. y Emily Estefan. Históricamente, durante la semana del Art Basel Miami se han realizado eventos en el Design District, como las actuaciones de Pharrell Williams en 2010 y 2013, o una exposición coorganizada por Larry Gagosian y Jeffrey Deitch a partir de 2015.

## Demografía
A fecha de 2000, la población del Miami Design District era de 1116 personas. Los códigos postales del barrio son 33127 y 33137, y tiene una superficie de 0.64 km². A fecha de 2000, había 522 hombres y 594 mujeres. La edad mediana de los hombres era de 26.2 años, mientras la edad mediana de las mujeres era de 25.4 años. El tamaño medio de un hogar era de 3.1 personas y el tamaño medio de una familia era de 3.6 personas. El porcentaje de familias compuestas por matrimonios era del 32.9 %, mientras el porcentaje de familias compuestas por matrimonios con hijos era del 17.5 % y el porcentaje de familias monoparentales era del 20.7 % (en los tres casos, respecto al total de hogares). El porcentaje de hombres de al menos quince años de edad que nunca se habían casado era del 19.2 %, mientras el porcentaje de mujeres de al menos quince años de edad que nunca se habían casado era del 19.5 %.
A fecha de 2000, las personas que no hablaban inglés suponían el 20.2 % de la población. El porcentaje de residentes nacidos en la Florida era del 41.6 %, el porcentaje de residentes nacidos en otro estado de los Estados Unidos era del 12.1 % y el porcentaje de residentes nativos pero nacidos fuera de los Estados Unidos era del 7.3 %, mientras el porcentaje de residentes nacidos en el extranjero era del 39.0 %.

## Transporte

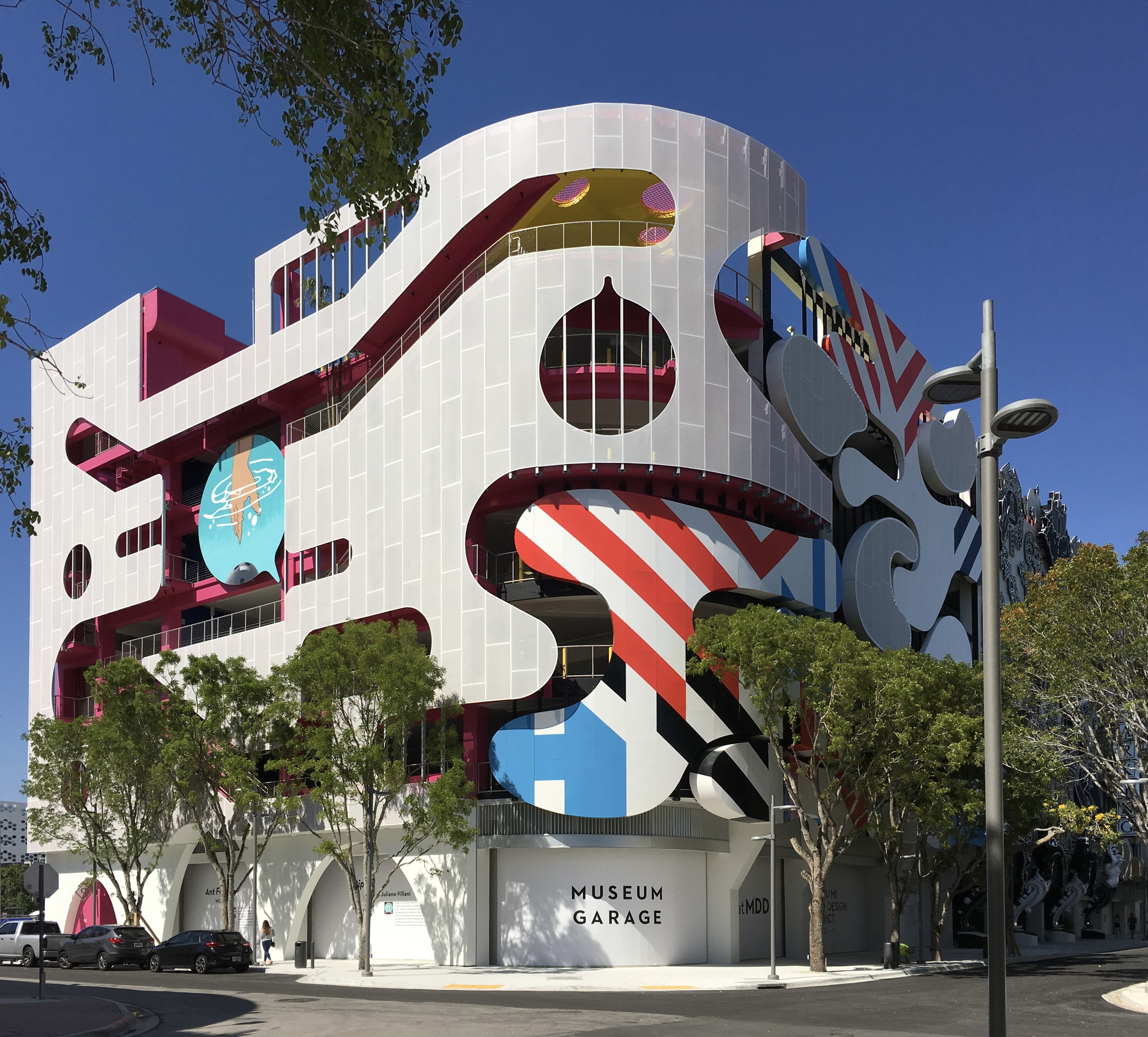
El Museum Garage en el Miami Design District.

El Design District está servido por el Metrobús por toda la zona, por la ruta Biscayne-Brickell del trolley de Miami y por el Metro de Miami en la estación de Allapattah, situada cerca de la intersección de la calle 36 Noroeste (US 27) con la Duodécima Avenida Noroeste, unos 2 kilómetros al oeste del barrio.
El Design District también contiene varios aparcamientos notables que forman parte de una tendencia de diseño de Miami apodada «parkitecture», un acrónimo de las palabras parking y architecture, que se refiere a aparcamientos con interés arquitectónico.
El City View Garage, que alberga 2100 m² de espacio comercial y 1400 m² de oficinas, ganó en 2016 un premio a la excelencia en arquitectura del Instituto Internacional de Aparcamiento y Movilidad. La fachada este del aparcamiento fue diseñada por el estudio IwamotoScott Architecture y presenta metalistería arquitectónica de Zahner. Una parte de la fachada sur tiene dos obras de arte público de John Baldessari. Por su parte, la fachada norte fue diseñada por el estudio de arquitectura e ingeniería TimHaahs y tiene paneles de hormigón prefabricado.
El Museum Garage abrió a principios de 2019 en el Design District y tiene un colorido collage de diseños de diferentes estudios de arquitectura y diseño. En marzo de 2019, Narcity afirmó que el Museum Garage era el «mejor lugar para sesiones de fotos épicas» y «el aparcamiento más singular del mundo».

## Educación
Las Escuelas Públicas del Condado de Miami-Dade gestionan la única escuela pública de la zona, la Design and Architecture High School. En 2018, el Istituto Marangoni abrió su primera sucursal en los Estados Unidos en el Miami Design District. Esta escuela italiana de moda y diseño tiene antiguos alumnos famosos como Domenico Dolce, Franco Moschino y Paula Cademartori. Su consejo asesor en América cuenta con diseñadores como Cademartori y Esteban Cortázar, y con el promotor del Design District, Craig Robins. También se encuentra en el barrio la Centner Academy, una escuela K-8 privada.